# Podul George Washington

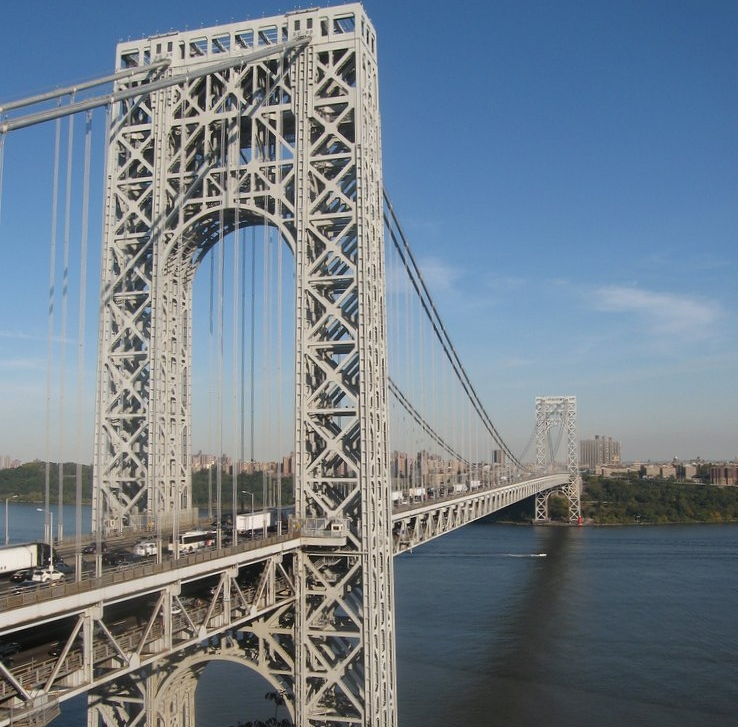
Podul George Washington.

Podul George Washington (George Washington Bridge) este un pod suspendat peste râul Hudson River în New York City. El face legătura dintre insula Manhattan și Fort Lee, New Jersey).
Podul este denumit după George Washington, primul președinte al Statelor Unite. Construcția podului începe în septembrie 1927 sub conducerea lui Othmar Ammann. Lucrările au fost terminate în 24 octombrie 1931.
Lungimea totală a podului este de 1451 m. Deschiderea (distanța dintre piloni) are valoarea de 1067 m, valoare care în acel timp reprezenta un nou record mondial.
Inițial podul a fost construit doar cu o singură bandă de circulație, însă în 1962 a fost adăugat dedesubt un al doilea plan.
Taxa pentru transportul peste pod în direcția New York este pentru autoturisme și autocamioane de 6$; în direcția New Jersey transportul este scutit de taxe.